# Oops!... I Did It Again (canción)
«Oops!... I Did It Again» (en español «¡Ups...! Lo hice otra vez») es una canción pop interpretada por la cantante estadounidense Britney Spears e incluida originalmente en su segundo álbum de estudio, Oops!... I Did It Again (2000). Los suecos Max Martin y Rami compusieron y produjeron la canción, cuya letra habla sobre ver el amor como un juego y cuyo puente cuenta con un diálogo que hace referencia a la película Titanic (1997). El 27 de marzo de 2000, Jive Records la publicó como primer sencillo del álbum y como un anticipo del mismo.
Tras su publicación, los críticos la catalogaron como una reminiscencia de la canción debut de la cantante, «...Baby One More Time» (1998), también producida por el dúo sueco, y la nominaron al Premio Grammy a la mejor interpretación vocal pop femenina durante la ceremonia de 2001. Además, críticos como Alim Kheraj de Digital Spy lo enlistaron como uno de los mejores sencillos de la cantante. La canción también tuvo éxito comercial: alcanzó la posición número nueve de la lista Billboard Hot 100 de Estados Unidos y encabezó las listas de éxitos de Australia, Italia, Noruega, Nueva Zelanda, los Países Bajos, el Reino Unido, Suecia, Suiza y Europa, y se ubicó entre los cinco primeros lugares en Alemania, Austria, la Región Flamenca de Bélgica, Canadá, Francia y Finlandia, además de conseguir numerosas certificaciones por sus ventas, acreditadas por organizaciones asociadas a la IFPI. Hasta 2009, había vendido 7 millones de copias, con las cuales era el quinto sencillo más vendido durante la primera década del 2000.
Su video musical fue dirigido por Nigel Dick, quien también dirigió los tres primeros videos de la cantante, y cuenta con una línea de historia futurista que inicia cuando un astronauta encuentra a Spears como emperadora en Marte. El clip transcurre durante escenas de coreografías donde Spears viste un catsuit de látex rojo.
Spears interpretó la canción en los MTV Video Music Awards 2000, donde realizó una actuación que causó controversia. Chris Willman de Yahoo! la catalogó como una de las mejores presentaciones de la cantante. También la interpretó en las giras Oops!... I Did It Again Tour (2000), Dream Within a Dream Tour (2002) y The Onyx Hotel Tour (2004), así como también en su residencia de conciertos en Las Vegas, Britney: Piece of Me (2013-2017), donde la volvió a presentar después de más nueve años.
En el 2012, a la canción se le hizo una versión interpretada por The Girly Team para el videojuego de baile Just Dance 4, posteriormente en el 2015 este grupo hizo una revisión para el servicio Just Dance Unlimited, introducido ese mismo año en Just Dance 2016.

## Respaldo
Fue escrita y producida por Max Martin y Rami Yacoub entre fines de 1999 y comienzos de 2000, para ser el primer sencillo del segundo álbum de estudio de Britney Spears, Oops!... I Did It Again.
El dúo anteriormente trabajó a fines de 1998 y comienzos de 1999 con Britney Spears, en canciones para el álbum debut de la cantante, ...Baby One More Time, incluyendo los sencillos "...Baby One More Time" y "(You Drive Me) Crazy", los cuales tuvieron un éxito enorme en las listas musicales de sencillos de alrededor del mundo y de las cuales a algunas mezclaz entre ambas nace el éxito mundial Oops!... I did it again. Martin y Yacoub también trabajaron juntos en otras tres canciones para Oops!... I did it again "Lucky", "Stronger" y "Where are you now".

## Lanzamiento
"Oops!... I did it again" fue lanzado durante el segundo cuarto de 2000 alrededor del mundo, como el primer sencillo internacional del segundo álbum de estudio de Britney Spears, Oops!... I did it again. Pese a su éxito considerable, su rendimiento en las listas musicales de sencillos de Australia y los Estados Unidos se vio opacado por malas estrategias de lanzamiento de Jive.
En Australia el lanzamiento de "Oops!... I did it again" fue realizado durante un cambio de distribución de Zomba Music Group, lo que implicó que el sencillo no estuviese disponible unas semanas después de su lanzamiento en el país. El hecho provocó que posteriormente "Lucky" se convirtiera en todo un éxito comercial.
En los Estados Unidos, pese al éxito enorme de "Oops!... I did it again" en las radios, el sencillo no registró ventas millonarias como "...Baby one more time", el cual alcanzó un éxito homólogo en las radios. Esto se debió a la decisión de Jive de lanzar al sencillo únicamente en formato 12" Vinilo en lugar de CD-Single.
La audiencia lo catalogó como el cuarto mejor tema de Spears, según un sondeo realizado en julio de 2011 por la revista Rolling Stone.

## Videoclip
Spears rodó el videoclip de «Oops!... I Did It Again» durante los días 17 y 18 de marzo de 2000 en Universal City, bajo la dirección de Nigel Dick, con quien anteriormente trabajó en sus tres primeros clips: «...Baby One More Time», «Sometimes» y «(You Drive Me) Crazy». Ella misma creó el concepto del video, respecto a lo que especificó: «[Quería] estar en Marte, bailar en Marte [...] [y] vestir un traje rojo». El video oficial como producto final se estrenó el 10 de abril de 2000 en un episodio de Making the Video de MTV. Durante el rodaje de una escena, una cámara cayó desde lo alto y la golpeó en la cabeza, haciéndola sangrar. Aunque su madre, Lynne, sugirió que podría haber sufrido una conmoción cerebral, la cantante descansó durante cuatro horas y continuó con las grabaciones, luego de que le hicieran cuatro puntos de sutura.
El video comienza con escenas de un equipo de la NASA buscando vida en Marte, entonces Britney Spears, vestida con un traje ajustado de cuero sintético rojo, desciende de las alturas en una plataforma como emperatriz del planeta, frente a uno de los astronautas. La cantante realiza una coreografía constante junto a un equipo de bailarines marcianos durante el transcurso del mismo. De manera paralela, son interpuestas escenas de Britney Spears vestida de blanco, realizando otra coreografía acostada en una plataforma redonda blanca.
Tuvo un éxito enorme en programas de canales musicales, como Total Request Live de MTV, donde fue enviado al retiro el 13 de julio de 2000, luego de cumplir 65 días de permanencia en el conteo, convirtiéndose en el quinto video musical consecutivo retirado de Britney Spears. El video musical tuvo un éxito arrollador en América; figuró en la posición N.º 1 en los Conteos Norte y Suroeste de Los 100 + Pedidos de 2000 de MTV y se convirtió en el video musical más exitoso de ese año de Britney Spears en el continente.
Este fue nominado en tres categorías en los MTV Video Music Awards 2000 —Mejor Video musical Femenino, Mejor Video musical Pop y Elección del Público—, mas no ganó en ninguna de ellas.
Tras el éxito de su debut, especialmente respaldado por los videos musicales de "...Baby One More Time" y "(You Drive Me) Crazy", Britney Spears trabajó nuevamente con Nigel Dick. Al igual que para sus videos musicales anteriores, Britney Spears también tuvo una idea muy clara para la creación del video musical de «Oops!... I Did It Again»: quería estar en el planeta Marte y bailar allí. Además de ello, la cantante le señaló al director que quería utilizar un traje rojo en el video musical, que deseaba que en este también estuviese un astronauta muy guapo y que no quería que este incorporara escenas de ningún tipo de cohete. Pese a que ya contaban con un traje rojo «fantástico», según Nigel Dick, la noche anterior al rodaje del video musical, al director se le informó que Britney Spears había contratado a un individuo que había trabajado con Michael Jackson, quien se responsabilizó del catsuit rojo de látex utilizado finalmente por la cantante.
Posteriormente, tras su rodaje, la cantante reveló que sufrió un pequeño accidente en el set. Especificó que mientras grababa una de las escenas en un plano cenital, le había caído la cámara en la cabeza, lo que le noqueó por unos minutos, aunque posteriormente pudieron continuar con la grabación. Respecto al resultado final, Britney Spears señaló que el video musical de «Oops!... I Did It Again» era «más maduro», respecto a sus antecesores, «divertido y muy futurista», pues este fue su primer video musical con efectos especiales.
El 24 de octubre de 2010, Jive Records publicó el video en la cuenta de Vevo de Spears, donde en marzo de 2013, alcanzó los treinta y nueve millones de reproducciones, tras ser visitado en mayor medida por personas de Estados Unidos, Canadá y Chile. La audiencia lo catalogó como el décimo mejor video de Spears, según un sondeo realizado en enero de 2011 por Billboard. En 2018, Billboard lo catalogó como el trigésimo tercer mejor video musical del siglo XXI. En 2013, John Boone de E! Francia lo catalogó como el tercer mejor video de la cantante.

## Rendimiento comercial
«Oops!... I Did It Again» se convirtió en uno de los mayores éxitos de Spears. En América del Norte alcanzó el cuarto puesto en Canadá, transformándose en el segundo sencillo de la cantante en situarse entre los diez primeros lugares, después de su sencillo debut, de acuerdo a la edición del 20 de mayo de 2000 de Billboard. Por otro lado, en los Estados Unidos alcanzó el número nueve en la principal lista de canciones del país, la Billboard Hot 100, según la edición del 10 de junio de 2000, convirtiéndose en el tercer sencillo de Spears en ubicarse entre los diez primeros lugares, después de «...Baby One More Time» y «(You Drive Me) Crazy», y en el único de Oops!... I Did It Again. El logro se debió a que en la misma edición alcanzó el primer puesto en el conteo de reproducciones radiales Pop Songs, transformándose en el segundo número uno de la cantante, después de su sencillo debut. En la edición siguiente permaneció en los mismos lugares en ambas listas y alcanzó el octavo puesto en el conteo Radio Songs, donde fue el tercer sencillo de Spears en ubicarse entre los diez primeros lugares, después de los dos temas citados anteriormente; mientras que en la edición del 24 del mismo mes permaneció por última vez en el primer puesto en el conteo Pop Songs, el que lideró durante un total de tres semanas consecutivas. A fines de año, su éxito radial lo llevó ubicarse en el puesto número cincuenta y cinco en la lista de los sencillos que tuvieron más éxito durante 2000 en la Billboard Hot 100. Además, hasta junio de 2012 vendió 57 000 copias físicas y 465 000 descargas en el país, según Nielsen SoundScan. Esto último, pese a que su lanzamiento antecedió la era digital. De este modo se convirtió en el sencillo más exitoso del álbum en la Billboard Hot 100 y, para septiembre de 2013, en el décimo sencillo más exitoso de la cantante en la lista. El 11 de abril de 2025, recibió la certificación de cuádruple disco de platino de la RIAA, tras vender 4 millones de descargas digitales en el país.
En Europa se convirtió en el primer sencillo número uno de Spears en España; en el segundo en Dinamarca, Italia, Noruega, Suecia y Suiza, después de «...Baby One More Time»; y en el tercero en los Países Bajos y la Región Valona de Bélgica, lugares donde también «Sometimes» y «(You Drive Me) Crazy» fueron número uno, respectivamente. Además, se ubicó en el segundo puesto en Alemania, Austria, Finlandia e Irlanda, en el tercero en la Región Flamenca y en el cuarto en Francia, donde además consiguió la certificación de disco de oro de SNEP, tras vender 250 000 copias. La misma certificación obtuvo por parte de BVMI, luego de vender 250 000 unidades en Alemania, y NVPI, tras comercializar 40 000 copias en los Países Bajos; mientras que en Bélgica logró la certificación de disco de platino de BEA, por vender 30 000 ejemplares. Paralelamente, consiguió las certificaciones de disco de oro de la IFPI en Austria y Suiza, tras vender 15 000 y 25 000 copias, respectivamente, y doble disco de platino en Suecia, por ventas de 80 000 unidades. Además, a fines de año se ubicó en los puestos número tres en Suecia, siete en Suiza, once en la Región Flamenca, doce en Austria, dieciséis en la Región Valona, veintitrés en Alemania y treinta y uno en Francia, en las listas de los sencillos que tuvieron más éxito durante 2000. En el Reino Unido debutó en el primer puesto en la principal lista del país, UK Singles Chart, donde se convirtió en el tercer número uno de Spears, después de «...Baby One More Time» y «Born to Make You Happy», según la edición del 13 de mayo de 2000 de OCC. A fines de año se ubicó en el puesto número catorce en la lista de los sencillos que tuvieron más éxito en el territorio británico durante 2000. Hasta agosto de 2022, vendió 931 000 unidades en el país, donde para entonces era el cuarto sencillo más vendido de la cantante, después de su sencillo debut, de «Toxic» (2004) y de su colaboración «Scream & Shout» (2012). Luego, en 2025, recibió la certificación de doble disco de platino de la BPI, tras vender 1,2 millones de copias en el territorio británico. Con el éxito de su lanzamiento debutó en el primer puesto en la lista continental de ventas European Hot 100, de acuerdo a la edición del 13 de mayo de 2000 de Billboard; lugar en el que permaneció durante seis semanas consecutivas. De este modo se convirtió en el segundo número uno de Spears en la lista, después de «...Baby One More Time», y en el séptimo sencillo más vendido durante el año en el continente.
En Oceanía también registró varios logros comerciales. En Australia se convirtió en el segundo número uno de Spears, después de su sencillo debut, según la edición del 4 de junio de 2000 de ARIA Charts; estatus en el que permaneció durante dos semanas consecutivas. Además, consiguió la certificación de disco de platino de ARIA, tras vender 70 000 copias, y se transformó en el tema número treinta y cinco en tener más éxito durante el año en el país. De modo similar, en Nueva Zelanda se convirtió en el tercer número uno de la cantante, después de «...Baby One More Time» y «Sometimes», de acuerdo a la edición del 4 de junio de 2000 de RIANZ. Dos meses y una semana después obtuvo la certificación de disco de platino de dicha asociación, luego de vender 15 000 copias en el país.

## Formatos
| Casete |                                                                    |          |  |
| N.º    | Título                                                             | Duración |  |
| 1.     | «Oops!... I Did It Again»                                          | 3:30     |  |
| 2.     | «Oops!... I Did It Again» (Instrumental)                           | 3:29     |  |
| 3.     | «From the Bottom of My Broken Heart» (Ospina's Millenium Funk Mix) | 3:29     |  |

| Sencillo en CD |                                          |          |  |
| N.º            | Título                                   | Duración |  |
| 1.             | «Oops!... I Did It Again»                | 3:30     |  |
| 2.             | «Oops!... I Did It Again» (Instrumental) | 3:29     |  |

| Maxisencillo |                                                                    |          |  |
| N.º          | Título                                                             | Duración |  |
| 1.           | «Oops!... I Did It Again»                                          | 3:30     |  |
| 2.           | «Oops!... I Did It Again» (Instrumental)                           | 3:29     |  |
| 3.           | «From the Bottom of My Broken Heart» (Ospina's Millenium Funk Mix) | 3:29     |  |
| 4.           | «Deep in My Heart»                                                 | 3:34     |  |

| Maxisencillo británico |                                                                    |          |  |
| N.º                    | Título                                                             | Duración |  |
| 1.                     | «Oops!... I Did It Again»                                          | 3:30     |  |
| 2.                     | «Deep in My Heart»                                                 | 3:34     |  |
| 3.                     | «From the Bottom of My Broken Heart» (Ospina's Millenium Funk Mix) | 3:29     |  |

| EP  |                                                                                     |          |  |
| N.º | Título                                                                              | Duración |  |
| 1.  | «Oops!... I Did It Again»                                                           | 3:30     |  |
| 2.  | «Oops!... I Did It Again» (Rodney Jerkins Remix)                                    | 3:07     |  |
| 3.  | «Oops!... I Did It Again» (Ospina's Crossover Mix)                                  | 3:15     |  |
| 4.  | «Oops!... I Did It Again» (Riprock 'n' Alex G. Oops! We Remixed Again! — Radio Mix) | 3:54     |  |
| 5.  | «Oops!... I Did It Again» (Ospina's Deep Club Mix)                                  | 6:05     |  |
| 6.  | «Oops!... I Did It Again» (Riprock 'n' Alex G. Oops! We Remixed Again! — Club Mix)  | 4:52     |  |
| 7.  | «Oops!... I Did It Again» (Ospina's Instrumental Dub)                               | 6:05     |  |

| Descarga/Sencillo en CD de The Singles Collection (2009) |                           |          |  |
| N.º                                                      | Título                    | Duración |  |
| 1.                                                       | «Oops!... I Did It Again» | 3:31     |  |
| 2.                                                       | «Deep in My Heart»        | 3:34     |  |

## Posicionamientos en listas

### Listas semanales
| País              | Lista             | Primera semana      | Posición debut | Mejor posición | Semanas en la mejor posición | Semanas en la lista | Última semana            | Ref.   |
| ----------------- | ----------------- | ------------------- | -------------- | -------------- | ---------------------------- | ------------------- | ------------------------ | ------ |
| América del Norte |                   |                     |                |                |                              |                     |                          |        |
| Canadá            | Top 20 canciones  | 20 de mayo de 2000  | 4              | 4              | 1                            | 3                   | 1 de junio de 2000       | [ 11 ] |
| Estados Unidos    | Billboard Hot 100 | 22 de abril de 2000 | 67             | 9              | 2                            | 20                  | 2 de septiembre de 2000  | [ 13 ] |
| Estados Unidos    | Radio Songs       | 22 de abril de 2000 | 55             | 8              | 1                            | 16                  | 5 de agosto de 2000      | [ 19 ] |
| Estados Unidos    | Pop Songs         | 22 de abril de 2000 | 29             | 1              | 3                            | 22                  | 16 de septiembre de 2000 | [ 15 ] |
| Europa            |                   |                     |                |                |                              |                     |                          |        |
| Alemania          | Top 100 canciones | 8 de mayo de 2000   | 3              | 2              | 1                            | 18                  | 4 de septiembre de 2000  | [ 33 ] |
| Austria           | Top 40 canciones  | 7 de mayo de 2000   | 2              | 2              | 5                            | 18                  | 3 de septiembre de 2000  | [ 34 ] |
| Bélgica (Flandes) | Top 50 canciones  | 29 de abril de 2000 | 8              | 3              | 1                            | 17                  | 19 de agosto de 2000     | [ 37 ] |
| Bélgica (Valonia) | Top 50 canciones  | 29 de abril de 2000 | 15             | 1              | 1                            | 18                  | 26 de agosto de 2000     | [ 32 ] |
| Dinamarca         | Top 10 canciones  | 8 de mayo de 2000   | 1              | 1              | 2                            | 6                   | 12 de junio de 2000      | [ 26 ] |
| España            | Top 20 canciones  | 29 de abril de 2000 | 11             | 1              | 1                            | 8                   | 17 de junio de 2000      | [ 25 ] |
| Finlandia         | Top 20 canciones  | 29 de abril de 2000 | 2              | 2              | 2                            | 9                   | 24 de junio de 2000      | [ 35 ] |
| Francia           | Top 100 canciones | 29 de abril de 2000 | 86             | 4              | 1                            | 27                  | 28 de octubre de 2000    | [ 38 ] |
| Irlanda           | Top 50 canciones  | 4 de mayo de 2000   | 3              | 2              | 4                            | 15                  | 10 de agosto de 2000     | [ 36 ] |
| Italia            | Top 20 canciones  | 11 de mayo de 2000  | 1              | 1              | 1                            | 9                   | 6 de julio de 2000       | [ 27 ] |
| Noruega           | Top 20 canciones  | 6 de mayo de 2000   | 1              | 1              | 4                            | 14                  | 5 de agosto de 2000      | [ 28 ] |
| Países Bajos      | Top 100 canciones | 29 de abril de 2000 | 7              | 1              | 1                            | 20                  | 9 de septiembre de 2000  | [ 31 ] |
| Reino Unido       | Top 75 canciones  | 13 de mayo de 2000  | 1              | 1              | 1                            | 14                  | 12 de agosto de 2000     | [ 53 ] |
| Suecia            | Top 60 canciones  | 4 de mayo de 2000   | 1              | 1              | 2                            | 21                  | 21 de septiembre de 2000 | [ 29 ] |
| Suiza             | Top 100 canciones | 7 de mayo de 2000   | 1              | 1              | 3                            | 28                  | 19 de septiembre de 2000 | [ 30 ] |
| Europa            | Top 10 canciones  | 13 de mayo de 2000  | 1              | 1              | 6                            | 12                  | 29 de julio de 2000      | [ 58 ] |
| Australasia       |                   |                     |                |                |                              |                     |                          |        |
| Australia         | Top 50 canciones  | 21 de mayo de 2000  | 2              | 1              | 2                            | 10                  | 23 de julio de 2000      | [ 61 ] |
| Nueva Zelanda     | Top 50 canciones  | 21 de mayo de 2000  | 39             | 1              | 1                            | 18                  | 17 de septiembre de 2000 | [ 64 ] |

| Predecesor: «Maria Maria» de Santana con The Product G&B                 | Top 60 canciones — Sencillo número uno 4 de mayo de 2000 — 17 de mayo de 2000           | Sucesor: «Mera mål!» de Markoolio con Arne Hegerfors                  |
| Predecesor: «Les 3 cloches» de Tina Arena                                | Top 50 canciones (Valonia) — Sencillo número uno 6 de mayo de 2000 — 12 de mayo de 2000 | Sucesor: «Freestyler» de Bomfunk MC's                                 |
| Predecesor: «Never Be the Same Again» de Melanie Chisholm con Lisa Lopes | Top 20 canciones — Sencillo número uno 6 de mayo de 2000 — 2 de junio de 2000           | Sucesor: «The Whistle Song» de DJ Aligator Project                    |
| Predecesor: «Maria Maria» de Santana con The Product G&B                 | Top 100 canciones — Sencillo número uno 7 de mayo de 2000 — 27 de mayo de 2000          | Sucesor: «It's My Life» de Bon Jovi                                   |
| Predecesor: «The Whistle Song» de DJ Aligator Project                    | Top 20 canciones — Sencillo número uno 8 de mayo de 2000 — 21 de mayo de 2000           | Sucesor: «Smuk som et stjerneskud» de Olsen Brothers                  |
| Predecesor: «The Bad Touch» de Bloodhound Gang                           | Top 20 canciones — Sencillo número uno 11 de mayo de 2000 — 17 de mayo de 2000          | Sucesor: «It's My Life» de Bon Jovi                                   |
| Predecesor: «It's My Life» de Bon Jovi                                   | Top 20 canciones — Sencillo número uno 13 de mayo de 2000 — 19 de mayo de 2000          | Sucesor: «Sex Machine (Gheroppa)» de Tony Sweat                       |
| Predecesor: «Bound 4 da Reload (Casualty)» de Oxide & Neutrino           | Top 75 canciones — Sencillo número uno 13 de mayo de 2000 — 19 de mayo de 2000          | Sucesor: «Don't Call Me Baby» de Madison Avenue                       |
| Predecesor: «Never Be the Same Again» de Melanie Chisholm con Lisa Lopes | Top 100 canciones — Sencillo número uno 20 de mayo de 2000 — 19 de mayo de 2000         | Sucesor: «It's My Life» de Bon Jovi                                   |
| Predecesor: «Say My Name» de Destiny's Child                             | Top 50 canciones — Sencillo número uno 4 de junio de 2000 — 17 de junio de 2000         | Sucesor: «Who the Hell Are You?» de Madison Avenue                    |
| Predecesor: «Thong Song» de Sisqó                                        | Top 50 canciones — Sencillo número uno 4 de junio de 2000 — 10 de junio de 2000         | Sucesor: «Never Be the Same Again» de Melanie Chisholm con Lisa Lopes |
| Predecesor: «I Try» de Macy Gray                                         | Pop Songs — Sencillo número uno 10 de junio de 2000 — 30 de junio de 2000               | Sucesor: «It's Gonna Be Me» de 'N Sync                                |
| Predecesor: «Maria Maria» de Santana con The Product G&B                 | European Hot 100 — Sencillo número uno 13 de mayo de 2000 — 23 de junio de 2000         | Sucesor: «It's My Life» de Bon Jovi                                   |

### Listas de fin de año
| País              | Lista             | Año  | Posición | Ref.   |
| ----------------- | ----------------- | ---- | -------- | ------ |
| América del Norte |                   |      |          |        |
| Estados Unidos    | Billboard Hot 100 | 2000 | 55       | [ 21 ] |
| Europa            |                   |      |          |        |
| Alemania          | Top 100 canciones | 2000 | 23       | [ 51 ] |
| Austria           | Top 75 canciones  | 2000 | 12       | [ 49 ] |
| Bélgica (Flandes) | Top 100 canciones | 2000 | 11       | [ 48 ] |
| Bélgica (Valonia) | Top 100 canciones | 2000 | 16       | [ 50 ] |
| Francia           | Top 100 canciones | 2000 | 31       | [ 52 ] |
| Reino Unido       | Top 100 canciones | 2000 | 14       | [ 55 ] |
| Suecia            | Top 100 canciones | 2000 | 3        | [ 46 ] |
| Suiza             | Top 100 canciones | 2000 | 7        | [ 47 ] |
| Europa            | European Hot 100  | 2000 | 7        | [ 60 ] |
| Australasia       |                   |      |          |        |
| Australia         | Top 100 canciones | 2000 | 35       | [ 63 ] |

## Certificaciones
| América del Norte |              |      |                            |           |        |
| Estados Unidos    | RIAA         | 2025 | Cuádruple disco de platino | 4 000     | [ 71 ] |
| Europa            |              |      |                            |           |        |
| Alemania          | BVMI         | 2000 | Disco de oro               | 250 000   | [ 40 ] |
| Austria           | IFPI Austria | 2000 | Disco de oro               | 15 000    | [ 43 ] |
| Bélgica           | BEA          | 2000 | Disco de platino           | 30 000    | [ 42 ] |
| Francia           | SNEP         | 2001 | Disco de oro               | 250 000   | [ 39 ] |
| Países Bajos      | NVPI         | 2000 | Disco de oro               | 40 000    | [ 41 ] |
| Reino Unido       | BPI          | 2025 | Doble disco de platino     | 1 200 000 | [ 57 ] |
| Suecia            | IFPI Suecia  | 2000 | Doble disco de platino     | 80 000    | [ 45 ] |
| Suiza             | IFPI Suiza   | 2000 | Disco de oro               | 25 000    | [ 44 ] |
| Australasia       |              |      |                            |           |        |
| Australia         | ARIA         | 2000 | Disco de platino           | 70 000    | [ 62 ] |
| Nueva Zelanda     | RIANZ        | 2000 | Disco de platino           | 15 000    | [ 65 ] |

## Créditos y personal
- Britney Spears — voz principal, coros
- Max Martin — producción, composición, mezcla, teclado, programación, coros
- Rami — producción, composición, mezcla, teclado, programación
- John Amatiello — ingeniería de Pro Tools
- Esbjörn Öhrwall — guitarra
- Johan Carlberg — guitarra
- Thomas Lindberg — bajo
- Nana Hedin — coros
- Chatrin Nyström — voces adicionales
- Jeanette Stenhammar — voces adicionales
- Johanna Stenhammar — voces adicionales
- Charlotte Björkman — voces adicionales
- Therese Ancker — voces adicionales

Fuente: Discogs.